# Будівля парламенту Японії
Буди́нок Парла́менту Япо́нії (яп. 国会議事堂, こっかいぎじどう, коккай ґідзі-до, «Будинок Державної Ради») — споруда в Японії, місце проведення засідань Парламенту Японії. Розташована в урядовому кварталі Наґата району Тійода метрополії Токіо. Збудована 1936 року з залізобетону.

## Історія

### Тимчасові будинки
Планування будівництва Будинку Парламенту Японії почалося після проголошення рескрипту Імператора Мейдзі 1881 року про відкриття Парламенту.
1890 року, для проведення першої сесії Імперського Парламенту, з дерева спорудили перший Тимчасовий Будинок Парламенту в кварталі Касуміґасекі району Тійода. Будівля повністю згоріла під час великої пожежі в січні 1891 року, тому на час реставраційних робіт Палата перів японського Парламенту декілька місяців розміщувалася в Домі Товариства титулованої шляхти в кварталі Ямасіта, а Палата представників — в корпусі Імперського інженерного університету в місцевості Тораномон.
1894 року, під час японсько-китайської війни, коли фактична столиця Японії була ненадовго перенесена до Хіросіми, Парламент засідав у Тимчасовому Будинку на території Хіросімського замку.
1891 року, на місці першого Тимчасового Будинку Парламенту в кварталі Касуміґасекі, було збудовано другий. Він згорів 1925 року, але був відреставрований за 3 місяці. До 1936 року цей Будинок виконував роль головної Зали засідань японських парламентарів.

### Постійний будинок
1886 року, для будівництва постійного Будинку Парламенту, було створено тимчасовий Відділ будівництва при Кабінеті Міністрів Японії. 1887 року рада Кабміну виділила земельну ділянку для парламентського будинку в кварталі Наґата, проте відклала на майбутнє питання проектування і фінансування будівництва. 1899 року Інспекційний комітет з будівництва Парламентуздійснив перевірку ділянки, провів аналіз ґрунтів та будівельних матеріалів. Однак роботи затягнулися через жваві дебати японської громадськості всіх рівнів щодо архітектурного стилю майбутньої споруди та способів її будівництва.
1917 року уряд створив новий Інспекційний комітет з будівництва Парламенту при Міністерстві фінансів Японії й наступного року виділив кошти на проектування. Після тривалих обговорень було вирішено провести загальнонаціональний конкурс на найкращий проект Будинку. Архітектором мусив бути лише японець, а всі будівельні матеріали повинні були бути лише японськими. 1919 року, в результаті двохетапного конкурсу, перемогла робота Ватанабе Фукудзо. Проте її використали лише як орієнтир, а будівництво розпочали за проектом архітектора Яхасі Кеніті, урядовця Міністерства фінансів.
Роботи над Будинком Парламенту стартували 1920 року і тривали 17 років. В них було зайнято близько 2,54 мільйонів працівників. Витрати на будівництво склали 257 мільйонів єн. 7 листопада 1936 року будівля була завершена і відкрита урочисто в присутності перших осіб держави.

## Опис

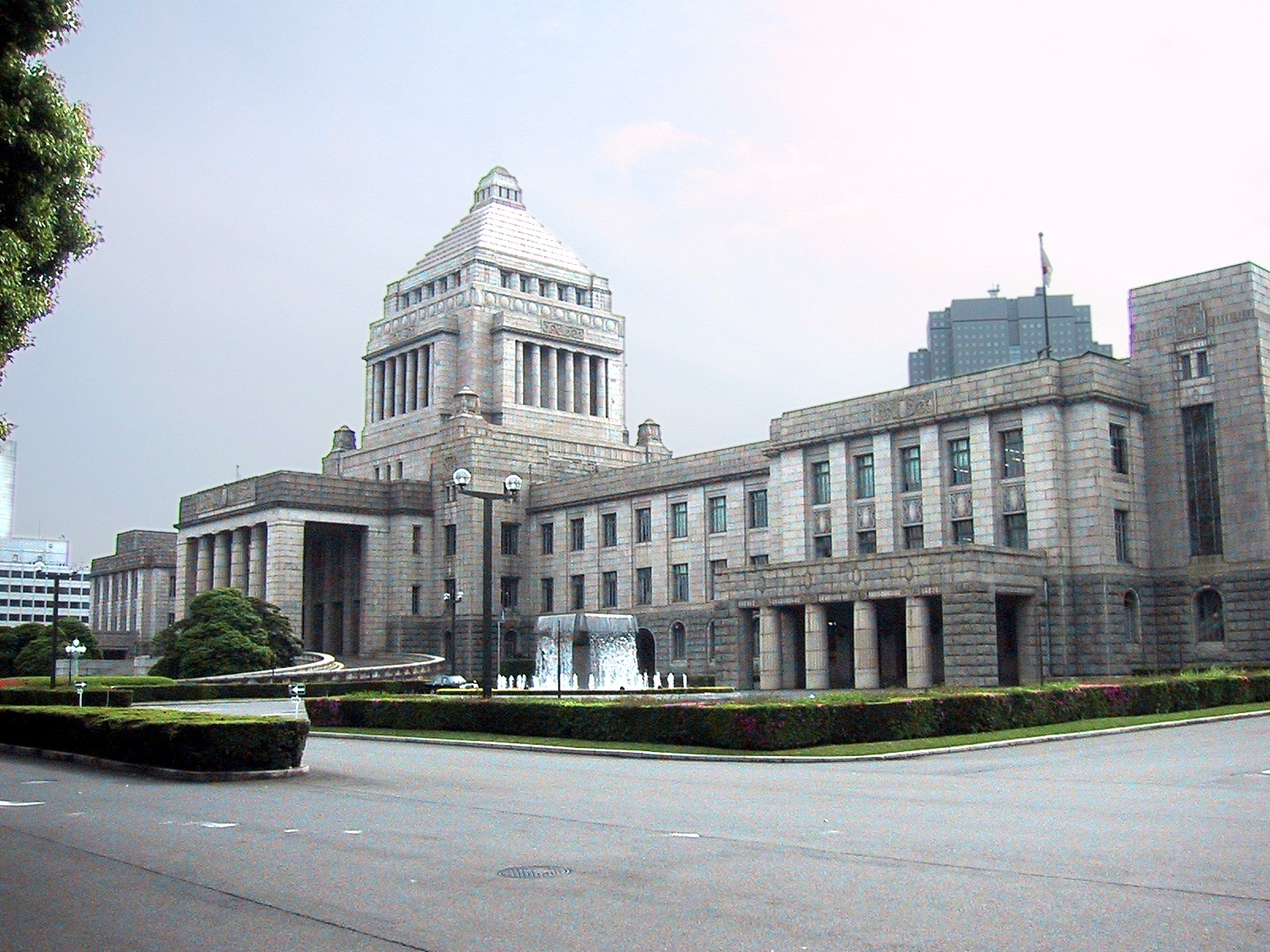
Правий вхід до Палати радників.

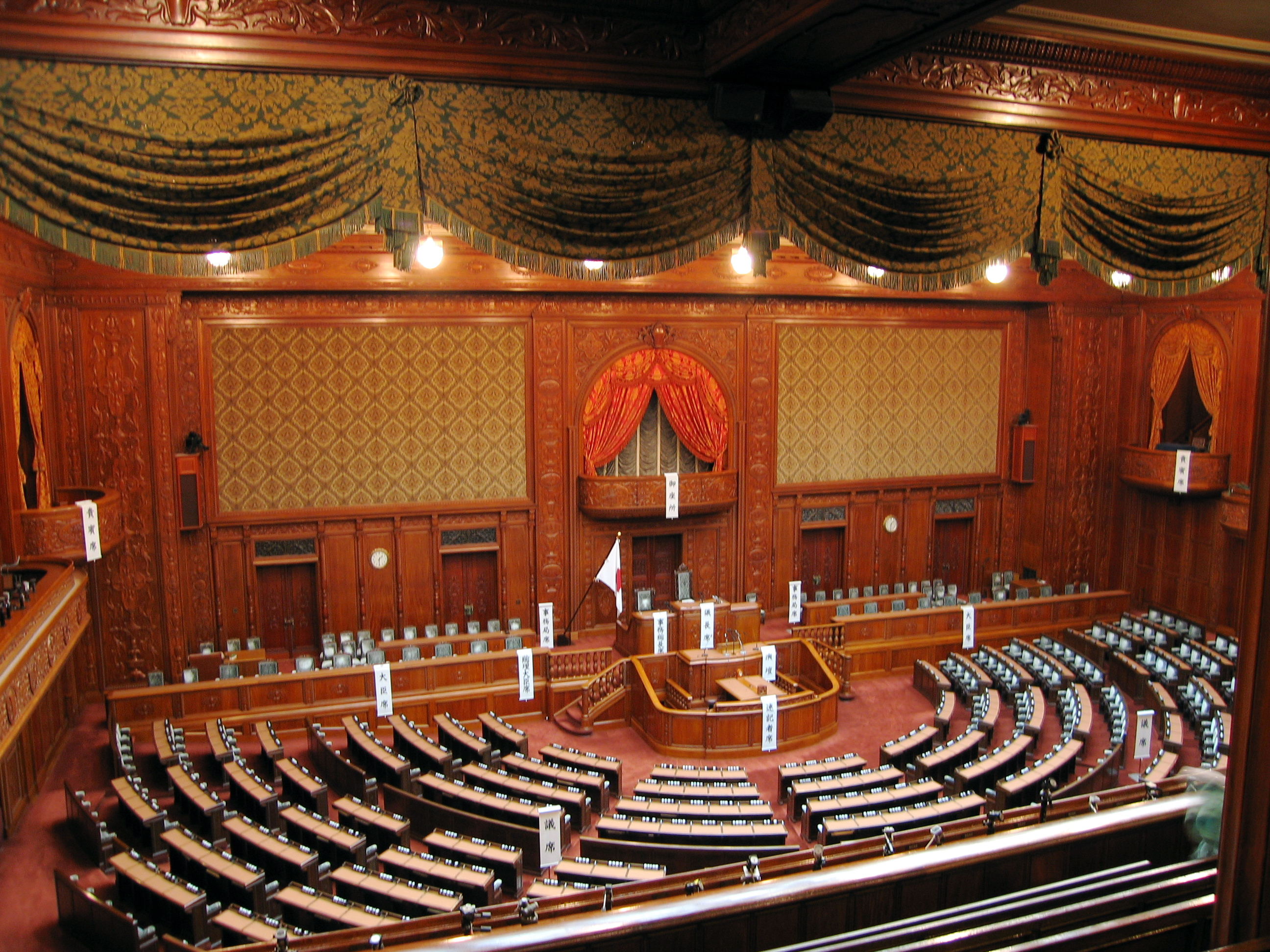
Зала засідань Палати представників.

Будинок Парламенту Японії — прямокутна в плані залізобетонна триповерхова будівля, облицьована ззовні гранітом. Вона виконана у так званому «новому стилі». Крайні башти Будинку мають чотири поверхи, а центральна башта — дев'ять. Загальна площа будівлі становить 53 466 м². В лівій частині Будинку засідає Палата представників, а в правій частині — Палата радників. Кожна з частин будівлі має окремий вхід. Центральний вхід розташований під центральною баштою. Він використовується лише в особливих випадках — під час відкриття нових сесій Парламенту, прийняття нових депутатів обох Палат після загальнонаціональних виборів або прийому іноземних гостей високого рангу. Будинок має 390 великих і близько 60 малих кімнат. Загальна довжина коридорів становить 4,64 км. Усі деталі інтер'єру та екстер'єру будівлі виготовлені японськими майстрами з японських будівельних матеріалів.
Зали засідань обох Палат знаходяться на другому поверсі Будинку — в правій і лівій частинах. Площа кожної зали становить 743 м². Сидіння депутатів розташовані півколом довкола катедри для виступів. Усі місця іменні, закріплені за конкретними парламентарями. За катедрою розміщується сидіння голови Парламенту, а ліворуч від нього — сидіння генерального секретаря. Перед місцем голови, по обидва боки від нього, розташовані сидіння міністрів Кабінету Міністрів, за якими знаходяться місця для їхніх помічників та службовців. В центральній фасадовій частині зали Палати радників розміщено крісло для Його Величності Імператора, яке використовується під час відкриття сесій Палати. Місця слухачів та преси розташовані на третьому поверсі.
Обидві Палати також мають кімнати для своїх комітетів: Палата представників — 16, а Палата радників — 18. Проте половина комітетів засідає у окремому корпусі, збудованому поруч із Будинком Парламенту.
У західній частині третього поверху центральної башти, до якої з центрального входу ведуть парадні сходи, розташована кімната для відпочинку Імператора. Нижче неї, на другому поверсі, знаходяться кімната міністрів, в якій відбуваються наради Кабінети міністрів під час відкриття парламентських сесій.
На захід від Будинку Парламенту розташовано три Депутатські будинки, де кожен депутат має власний окремий робочий кабінет. На сході, перед фасадом Будинку, споруджено Парламентський сад. В північній частині розташовані Національна парламентська бібліотека Японії та Зала конституційної політики, в якій зберігаються матеріали, присвячені історії розвитку японського парламентаризму.